# Trofeo de Campeones de la Liga Profesional 2024
El Trofeo de Campeones de la Liga Profesional 2024 fue la quinta edición de esta copa nacional organizada por la Asociación del Fútbol Argentino. Se enfrentaron Vélez Sarsfield, campeón de la Liga Profesional 2024, contra Estudiantes de La Plata, campeón de la Copa de la Liga Profesional 2024. El partido se disputó en el estadio Único Madre de Ciudades, de Santiago del Estero, el 21 de diciembre de 2024.
El ganador fue el club Estudiantes de La Plata, que obtuvo su primer título y clasificó a la Supercopa Internacional 2024.

## Equipos clasificados
| Vélez Sarsfield  | Campeón de la Liga Profesional 2024            |
| Estudiantes (LP) | Campeón de la Copa de la Liga Profesional 2024 |

## Partido
| 21 de diciembre de 2024, 21:00 | Vélez Sarsfield | 0:3 (0:2) | Estudiantes (LP)                                  | Estadio Único Madre de Ciudades, Santiago del Estero   |                                                        |
|                                |                 | Reporte   | Marchiori 24' (a.g.) · Manyoma 29' · Carrillo 77' | Árbitro(s): Leandro Rey Hilfer VAR: Hernán Mastrángelo | Árbitro(s): Leandro Rey Hilfer VAR: Hernán Mastrángelo |

|                                      |
|                                      |
| Campeón Estudiantes (LP) 1.er título |